# وزارة شؤون المرأة والأطفال
وزارة شؤون المرأة والأطفال (البنغالية: মহিলা ও শিশু বিষয়ক মন্ত্রণালয়) هي وزارة حكومية في بنغلاديش مسؤولة عن صياغة السياسات التي تعزز إضفاء الطابع المؤسسي على المرأة والأطفال وتنميتهما.  كما أن تحت إشراف هذه الوزارة، مديرية شؤون المرأة، ومنظمة المرأة الوطنية، ومؤسسة جوييتا، وأكاديمية بنغلاديش شيشو، ومديرية إدارة مختبر الحمض النووي، وهي المسؤولة عن تنمية المرأة والأطفال بالإضافة إلى الإشراف على تمكين المرأة والمساواة وحمايتها وحماية حقوقها.